# Pristimantis phoxocephalus
Espèce
Synonymes
- Eleutherodactylus phoxocephalus Lynch, 1979

Statut de conservation UICN

 LC  : Préoccupation mineure
Pristimantis phoxocephalus est une espèce d'amphibiens de la famille des Craugastoridae.

## Répartition
Cette espèce se rencontre  :
- en Équateur entre 1 800 et 3 100 m d'altitude sur le versant Ouest de la cordillère Occidentale ;
- au Pérou dans les régions de Piura et de Cajamarca dans la cordillère de Huancabamba et la cordillère Occidentale.

## Description
Les mâles mesurent de 22,3 à 29,9 mm et les femelles de 29,6 à 38,4 mm.

## Publication originale
- Lynch, 1979 : Leptodactylid frogs of the genus Eleutherodactylus from the Andes of southern Ecuador. Miscellaneous Publication, Museum of Natural History, University of Kansas, vol. 66, p. 1-62 (texte intégral).